# Heidi (televíziós sorozat, 2008)
A Heidi (eredeti cím: Heidi, 15) francia televíziós filmsorozat, amelyet Pierre-Antoine Hiroz rendezett. A forgatókönyvet Stéphane Mitchell írta, a zenéjét Laurent Ganem és Nicolas Jorelle szerezte, a producere Éve Vercel, a főszerepben Élodie Bollée látható.

## Ismertető
A főhős Heidi, aki egy tinédzserlány, és az Alpokban lakik.

## Szereplők
| Szereplő                       | Színész            | Magyar hang |
| ------------------------------ | ------------------ | ----------- |
| Bernard                        | Carlos Leal        |             |
| Heidi                          | Élodie Bolée       |             |
| Juliette                       | Anne-Sophie Franck |             |
| La directrice de l'école       | Vanessa Larré      |             |
| Gustave, le grand-père d'Heidi | Christian Sinniger |             |